# Libelloides lacteus
Ascalaphe blanc
Espèce
Libelloides lacteus, l'Ascalaphe blanc, est une espèce d'insectes névroptères de la famille des Ascalaphidae. Cette espèce du Sud-est de la France a une envergure de 50 millimètres. Très proche de l'Ascalaphe soufré, elle présente toutefois des taches claires d'un blanc laiteux sur ses ailes et non jaunes.

## Synonymie
Libelloides lacteus a pour synonymes :
- Ascalaphus dalmaticus van der Weele, 1909
- Ascalaphus expansus Gerstaecker, 1885
- Ascalaphus lacteus Brullé, 1832
- Ascalaphus ottomannus Germar, 1839
- Ascalaphus ottomannus subsp. dalmaticus van der Weele, 1909
- Ascalaphus ottomannus subsp. expansus Gerstaecker, 1885
- Ascalaphus ottomannus subsp. klapaleki Táborský, 1936
- Ascalaphus ottomannus var. expansus Gerstaecker, 1885
- Ascalaphus weelei Navás, 1925
- Libelloides lacteus subsp. lacteus
- Libelloides lacteus subsp. simbruinus Aistleitner, 2007
- Libelloides ottomannus (Germar, 1839)
- Libelloides ottomannus subsp. ottomannus